# 히가시야마역 (교토부)
히가시야마역(일본어: 東山駅)은 일본 교토부 교토시 히가시야마구에 있는 교토 시영 지하철 도자이 선의 역이다. 역 번호는 T10이다.

## 역사
도자이 선 개통까지 역 바로 위의 산조도리에는 게이한 게이신 선(미사사기 ~ 게이신 산조 간)이 부설되어 있어, 본 역 부근에서 히가시산조 역이 설치됐었다.
역 시설은 제3섹터의 교토 고속철도가 건설을 담당했다.

### 연표
- 1997년 10월 12일: 교토 시영 지하철 도자이 선의 다이고 ~ 니조 역간 개통과 동시에 영업 개시.
- 2007년 4월 1일: IC카드 "PiTaPa"의 사용 개시.

## 역 구조
승강장은 지하 3층에 있다. 다른 도자이 선의 역과 마찬가지로 섬식 승강장 1면 2선의 구조로 스크린도어가 설치되어 있다.
도자이 선 역은 역마다 정거장 색깔이 제정되어 있으며, 본 역의 스테이션 컬러는 ■창포색이다.
2007년 4월, 매표기 앞에 교토 시영 버스 접근 표시판이 설치되었다.
교토・히가시야마 꽃 등로 개최 중에는 개찰구 밖 대합실에는 바닥에 간격을 두고 행등이 설치된다.

### 승강장
| 1 | 도자이 선 | 가라스마오이케・우즈마사텐진가와 방면       |
| 2 | 도자이 선 | 미사사기・야마시나・로쿠지조・하마오쓰 방면 |

## 역 주변
역에서 약간 서쪽에는 히가시산조 사거리(산조도리와 히가시오지도리의 교차점)가 있다. 헤이안 신궁 등 오카자키 공원 일대의 관광지에서도 가깝다.
관광 시즌 최고 성수기에는 히가시산조 버스 정류장을 경유하여 교토역으로 향하는 시영 버스 승객에 대해서, 본 역에서 교토 역까지 지하철 노선으로도 이용할 수 있는 대체 수송의 조치를 하는 경우가 존재하고 이 조치는 히가시산조 이남의 교토 시내 도로 정체가 많을 경우 상황을 판단하여 실시된다.
- 비와코 수로
- 헤이안 신궁・신원
- 오카자키 공원
  - 교토 국립근대미술관
  - 교토 시 미술관
  - 교토 부립 도서관
- 롬 시어터 교토
- 교토 시 권업관
- 교토 시 동물원
- 호소미 미술관
- 교토 분쿄 고등 학교
- 지온인
- 야사카 신사
- 마루야마 공원
- 가초 여자 고등학교
- 교토 가초 대학, 가초 단기 대학 부속 유치원
- 고다이지
- 교토 영산 호국 신사

## 사진

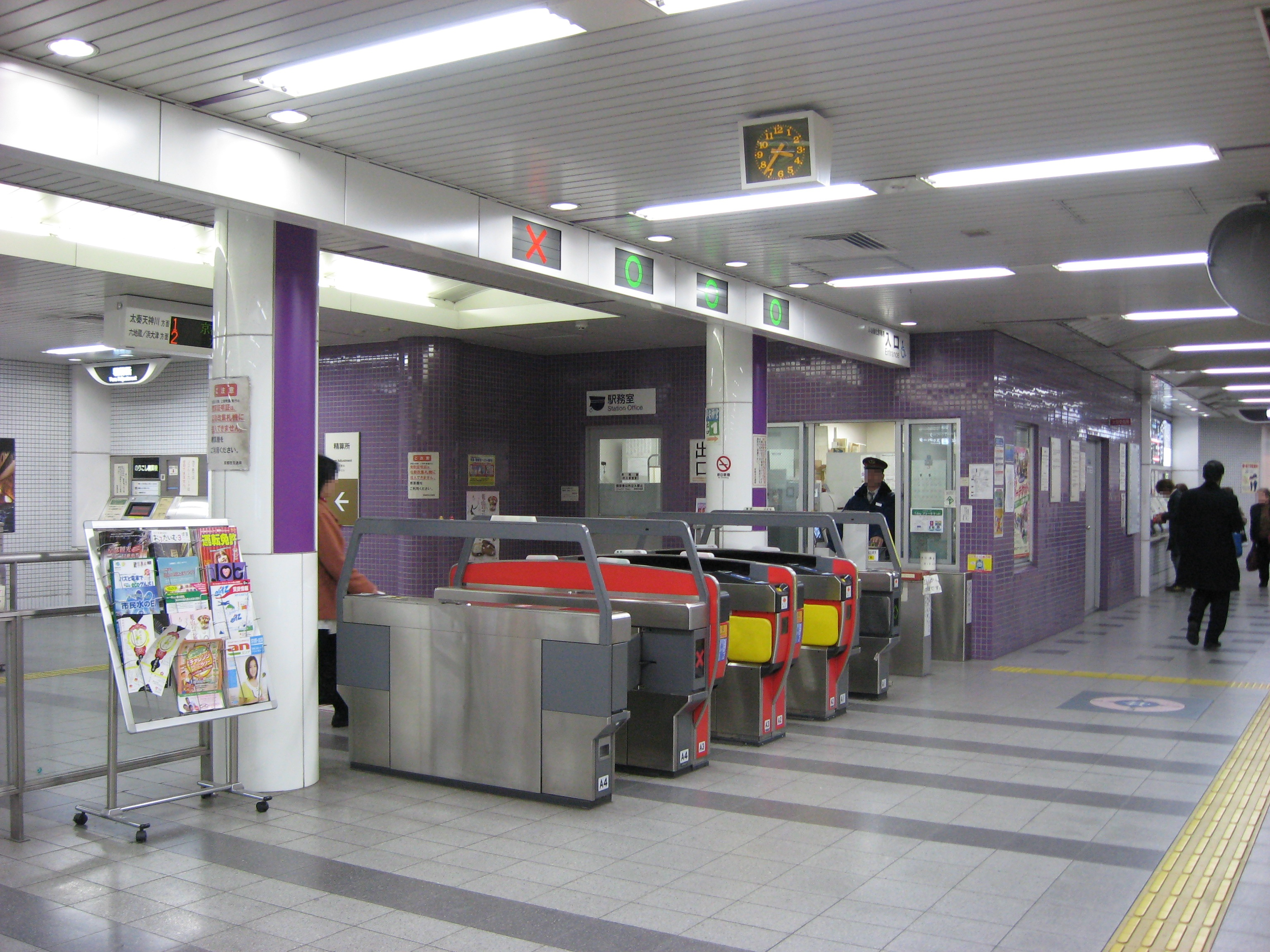
개찰구

## 인접역
| 교토 시 교통국 도자이 선 | 교토 시 교통국 도자이 선 | 교토 시 교통국 도자이 선             |
| ------------------------ | ------------------------ | ------------------------------------ |
| T09 게아게 로쿠지조 방면 |                          | 산조케이한 T11 우즈마사텐진가와 방면 |